# Batalla de Coquimbo
La Batalla de Coquimbo fue una batalla acaecida el 2 de junio de 1863 en el Uruguay, en el marco de la Cruzada Libertadora de 1863. Lleva el nombre del arroyo Coquimbo, afluente del arroyo Bequeló, en el departamento de Soriano.
El general revolucionario Venancio Flores luchó contra las avanzadas del ejército gubernista de Servando Gómez que mandaba Olid, quien tuvo en la emergencia igual que Gómez, una actitud equivoca, pues se mantuvo distante a la vista del combate que costó a los gubernistas, rodeados y sin ayuda más que 100 muertos. El ataque de los floristas se atribuye por testigos directos a un error del corneta Machín, quien habría tocado a degüello interpretando mal la orden de tocar a carneada que se le había trasmitido. Fue entonces cuando Caraballo gritó “!alguien retroceda lo fusilo!”, mientras que el indio Aguilar acertó con otra frase “!A sacarse los ponchos que en el otro mundo no hace frío!”. La inercia de Gómez, quien presenció todo desde media legua sin mover un dedo, dio lugar a un profuso sumario, siendo sustituido por Lucas Moreno como comandante militar de la zona sur.